# Cksum
A cksum  parancs kiírja a CRC ellenőrző összeget és a bájtok számát.
Leginkább arra használják, hogy megbizonyosodjanak arról, hogy egy megbízhatatlan eszközön keresztül átvitt fájl nem változott-e meg az átvitel során. A megérkezett fájl és az eredeti fájl ellenőrző összegének (amelyet általában megadnak a terjesztők) ugyanannak kell lennie. Manapság az md5sum vagy (sokkal inkább) az sha1sum programot használják helyette.
A CRC (ciklikus redundancia ellenőrzés) algoritmust a POSIX.2 szabvány írja elő. Nem kompatibilis a BSD illetve a System V rendszerekben megtalálható sum  (1) algoritmusokkal; azoknál sokkal robusztusabb.

## Használata
A cksum parancs általános kinézetele:
```
cksum [file ..]
cksum [-- help][-version]
```

A cksum minden fájlra kiírja a CRC ellenőrző összeget, a fájlt alkotó bájtok számát és a fájlnevet. Ha nincs megadva fájl vagy  ` - ' a neve, akkor a szabványos bemenetről olvas.
Opciók
- help     Használati útmutatót ír a standard kimenetre, majd sikeres visszatérési értékkel kilép.
- version     A program verziójáról ír ki információt a standard kimenetre, majd sikeres visszatérési értékkel kilép.